# Fundacja i Imperium
Fundacja i Imperium (tyt. oryg. Foundation and Empire) – wydany w 1952 drugi tom cyklu Fundacja autorstwa Isaaca Asimova. Powieść została pierwotnie wydana jako dwie osobne powieści, zatytułowane kolejno Dead Hand (późniejszy tytuł: Generał – The General) oraz Muł (The Mule). Ta druga została w 1996 roku nagrodzona nagrodą „Retro Hugo” w kategorii najlepsza powieść. Część pierwsza, Dead Hand, otrzymała nominację w tym samym roku do tej samej nagrody, jednakże w kategorii najlepsze opowiadanie.

## Fabuła
Pozostałości dawnego Imperium, wciąż kontrolujące centrum galaktyki zdaje sobie sprawę z obecności Fundacji, która jest żądna władzy nad całą galaktyką i wcale tego nie ukrywa. W misję interwencyjną na czele floty Imperium wyrusza jeden z najzdolniejszych generałów – Bel Riose, z celem odnalezienia i zniszczenia Fundacji. Mimo przewagi technologicznej obrońców, statki Imperium (z uwagi na siłę ognia) powoli przejmują kontrolę nad planetami należącymi do Fundacji. Szczęśliwie okazuje się, że znów zadziałała „martwa ręka Seldona”. Słaby Imperator jest zazdrosny o popularność i sukcesy generała. Atak na Terminusa, stolicę Fundacji zostaje odwołany, wojna zakończona, Riose stracony, a Fundacja pozostaje bezpieczna.
Po kilkunastu latach niepokój budzi postać tajemniczej osoby nazywającej się Mułem. Muł powoli zaczyna dowodzić potęgą, na jego stronę przechodzą floty i planety. Na jeden z podbitych światów zostaje wysłana para szpiegów Handlarzy, Bayta i Toran, których zadaniem jest odnalezienie słabego punktu Muła. Uciekając, dołącza do nich Magnifico – błazen Muła oraz psycholog Eblin Mis, który dokonuje odkrycia, iż Muł jest mutantem który potrafi oddziaływać na uczucia ludzi. Muł, jako przypadkowy element zaburzający plan Seldona podbija Fundację, której dowódcy nie są w stanie obronić pod wpływem pesymistycznego oddziaływania Muła na ich psychikę. Bayta, Toran, Magnifico i Mis wyruszają na Trantor – ruiny stolicy Imperium, aby odkryć położenie drugiej Fundacji, założonej przez Seldona na drugim końcu galaktyki – aby ją ostrzec przed Mułem i jego niezwykłymi zdolnościami, którego celem jest podbój galaktyki. Na Trantorze Ebling Mis pracuje nad wykryciem lokalizacji Drugiej Fundacji. Kiedy ma już wyjawić tę lokalizację, zabija go Bayta, która zorientowała się, że Magnifico jest Mułem. Zdemaskowany Muł opuszcza Baytę i Torana na Trantorze ujawniając, że jego nazwa wynika z tego, że jest bezpłodny, przez co stworzone przezeń państwo nie ma dziedzica.